# 多米妮克·兰德尔
多米妮克·杰琳·阿布雷纳·兰德尔（1994年12月10日—），菲律宾和美国女子足球运动员，司职中后卫，目前效力于Þór/KA和菲律宾国家女子足球队。她曾代表菲律宾参加2022年亚足联女子亚洲杯和2023年国际足联女子世界杯等多场国际赛事。